# Volta a Espanha de 2006
A 61.ª edição da Vuelta foi realizada no período de 26 de agosto a 17 de setembro de 2006 entre as localidades de Málaga e Madrid. Esta prova não contou com nenhuma etapa nos Pirenéus.